# ルイーズ・ワイス
ルイーズ・ワイス (Louise Weiss; 1893年1月25日 - 1983年5月26日) は、フランスのジャーナリスト、作家、平和運動家、フェミニスト（女性参政権運動家）、政治家（欧州議会議員）であり、欧州平和への貢献により、ドイツ連邦共和国首相ヘルムート・シュミットに「欧州の祖母」と呼ばれ、レジオンドヌール勲章グラントフィシエを受けた。

## 背景
ルイーズ・ワイスは1893年1月25日、パ＝ド＝カレー県の県庁所在地アラスのブルジョワ家庭に生まれた。ルイーズ・ワイスは5人兄弟姉妹の長姉であった。共和派・プロテスタントで建設省鉱山局の技師（後に視察官）であった父ポール・ルイ・ワイスは、1867年、バ＝ラン県サヴェルヌに近い小村プティット＝ピエール（アルザス地方）に生まれた。一家は普仏戦争でアルザス＝ロレーヌがドイツ帝国に併合されたときにフランス中央部に越した。ルイーズ・ワイスの母ジャンヌ・ジャヴァルはアルザスのユダヤ人家庭に生まれた。父エミール・ジャヴァルは裕福な医師・政治家で、もともとドイツやチェコに定住したユダヤ人の家系である。ワイスがマルチリンガルで「欧州人」であろうとしたのはこうした背景による。

## 教育
1899年、一家はパリ16区ブローニュの森近くアンリ＝マルタン大通り界隈に越した。ワイスのフェミニズムとの出会いは、16区にあるリセ・モリエール在籍中にフランス語の教師であった小説家・アメリカ研究者のマリー・デュガール を通じてであった。女性は高等教育を受けずに家庭に入るべきであると考えていた父の反対を押し切って、アグレガシオン（古典文学の教員一級資格、fr）を取得。さらにオックスフォード大学に1年間在籍し、同じく文学の学位を取得した。一方で、当時の多くの良家の子女と同様に、良妻賢母教育を受けるためにドイツのルイーゼ・フォン・バーデン大公女家政学校に学んだ。

## 平和運動

### ジャーナリズム・新聞『新欧州』
まもなくジャーナリズム、特に国際関係に関心をもつようになった。直接のきっかけは、父ポール・ルイ・ワイスの元同僚で元老院議員・『急進派』編集長のジュスタン・ペルショが彼に寄稿を求めたことであった。彼はこれを引き受け、ルイ・フランという偽名で政府の経済政策を批判する記事を次から次へと掲載した。当初、ルイーズ・ワイスはこの記事の校正を引き受けていたが、やがて匿名のまま父の代わりに記事を書くようになった。
第一次大戦中は、コート＝デュ＝ノール（現コート＝ダルモール県）の野戦病院で負傷兵の看護にあたったが、戦争の惨状を目の当たりにしたワイスは、ジャーナリズムを「戦争に対する戦争をする」ための手段にしようと決意し、1918年1月12日、ジャーナリストのイアサント・フィルーズとともに週刊新聞『新欧州』を創刊した。『新欧州』は主に国際政治を扱い、平和維持のための欧州諸国の和解を目的とする「フランス国内外で最大の政治新聞」を目指していた。ワイスは同紙にドイツとの講和、圧制に苦しむ人々の解放、国家間の平和を達成するための国際組織の樹立などを訴える記事を掲載し、1919年6月28日に調印されたヴェルサイユ条約はそれ自体として平和をもたらすものではなく、「壁に描かれた鳩が人間の殺し合いを阻止できる」と考えるのは「ナイーブな平和主義者だ」と批判した。
1919年にフィルーズと『新欧州』の編集方針について意見が合わなくなったワイスは、いったん同紙を離れ、日刊紙『ル・プティ・パリジャン』の特派員としてプラハ、ブダペスト、ウィーン、ワルシャワなどの中欧の都市を訪れ、チェコスロバキアの独立運動を率いたトマーシュ・マサリク、エドヴァルド・ベネシュ、ミラン・シュテファーニクらに取材した。さらに1921年にはモスクワに派遣され、カール・ラデック、レフ・カーメネフ、レフ・トロツキーらのボリシェヴィキの指導者に取材。このときには、ボリシェヴィキ革命（十月革命）後のソビエトに残っていたフランス人女性らの出国の手助けをした。
帰国後、フィルーズから『新欧州』を引き継ぎ、戦後、国民がナショナリズムに傾倒し、ドイツへの復讐心を強めていた状況にあって平和主義の重要性を訴えた。編集委員や寄稿者として、後に政界で重要な役割を担うことになるルイ・ジョックス、アンリ・ド・ジュヴネル、ヴラディミール・ドルメソン、ジョルジュ・ボネ、アリスティード・ブリアン、エドゥアール・エリオ、マルセル・カシャン、レオン・ブルム、サン＝ジョン・ペルスらのほか、ポール・ヴァレリー、エリー フォールなどが参加していた。

### 国際連盟
ワイスは国際連盟の有効性を信じていた。1924年10月にはエドゥアール・エリオ首相に同行し、国際連盟の第5回総会に参加した。この総会ではエリオ首相とイギリスのラムゼイ・マクドナルド首相が策定した国際紛争の平和的解決（仲裁裁判）に関するジュネーヴ議定書が承認されたが（後にイギリスなどの批准がなされず、未発効に終わった）、このとき、エリオ首相は「カなき正義は無力であり、正義なき力は圧制である」というパスカルの言葉を引用し、仲裁裁判、安全、軍備制限を標語として掲げ、「今後、平和が乱されることはあってはならない。平和的解決が図れないような問題はあってはならない。一国の意思により、我々が経験したような大惨事が再び起こるようなことはあってはならない」と訴えた。ワイスがアリスティード・ブリアン、レオン・ブルジョワ、ジョゼフ・ポール＝ボンクールに出会ったのもことときである。ワイスはブリアンの平和主義に共鳴し、この後、渡航などに同行するようになった。1928年、ケロッグ＝ブリアン協定（不戦条約）が締結された。

### 「新平和学校」の講演会活動
1930年、ワイスは、平和維持を目的とした「新平和学校」を設立。11月3日に科学アカデミーのポール・パンルヴェによって設立式が行われた。主な活動はドイツ情勢、欧州情勢に関する情報を提供し、国際連盟の強化を訴えるために、一連の講演会を開催することであり、ルイ・ジョックスが事務局長を務め、理事会は歴史学者のエリ・アレヴィ、ジュネーヴ国際高等研究所所長・元国際連盟政治部部長のポール・マントゥーらによって構成された。エドゥアール・エリオの講演「欧州連合の誕生」、元国際連盟フランス代表ピエール・コットの講演「安全と軍備制限」、歴史学者アンドレ・シーグフリードの講演「アメリカの対外政策と勢力拡大」、詩人ポール・ヴァレリーの講演「世界情勢と国家協力に関する一考察」などのほか、レオン・ブルム、ポール・レノー、マルセル・デア、アンリ・ド・ジュヴネルらの政治家、アンドレ・ジッド、エマニュエル・ベルル、ジュール・ロマン、著書『知識人の裏切り』で知られるジュリアン・バンダらの作家・知識人が講演を行った。
「新平和学校」はやがてパリ教育区直轄の私立高等教育機関として認定され、教員養成師範学校の学生に研究・留学奨励金を提供する制度を導入した。これは、平和の啓発と平和主義の推進を任務とする「平和の伝道師」の養成を目的とした制度である。

### ナチ党躍進 - 失望
だが、一方で、1930年9月14日のドイツ国会選挙で国家社会主義ドイツ労働者党（ナチ党）が12議席から107議席へ躍進し第2党となり、1932年7月31日の選挙では230議席を獲得し第1党となった。さらに1933年1月30日にはアドルフ・ヒトラーが首相に任命され、ヒトラー内閣が成立。ワイスにとって「平和の使徒」であったブリアンは1932年3月7日に死去し、独仏融和の望みは遠のくばかりであった。彼女は早くからドイツのアーリア化や断種に関する法案に懸念を抱いていたが、「当時、フランスでは誰も警戒していなかった」という。さらに、1933年3月27日には日本が満州事変を契機に国際連盟を脱退し、10月14日にはヒトラーが脱退の声明を発表した。平和維持への希望を失ったワイスは、1934年2月に『新欧州』の編集長を辞任した。

## 女性参政権運動

### 「新しい女性」
ワイスは次に女性の権利の問題に取り組み、同1934年10月、女性参政権運動を推進する組織「新しい女性」を立ち上げた。これについては後に国際連盟の活動より「もっと骨の折れる」、人生で「最も実りのない活動であった」と述懐している。彼女の目的は、女性に対する不正と不平等を是正することにより「フランスのフェミニズムを再活性化する」ことであり、このためには参政権の獲得が最優先であると考えていた。

### フランスの遅れ
イギリス、フィンランド、ノルウェー、デンマーク、スイス、ベルギーなど欧州の多くの国、およびソビエト連邦（ロシア）やアメリカではすでに1910年代から次々と参政権が実現し、フランスはかなりの遅れをとっていた。フランスでも1901年にヴァンデ県選出議員のフェルナン・ゴートレが独身・死別・離婚女性の参政権に関する法案を提出し、1906年にはパ＝ド＝カレー県選出議員のポール・デュソソワが市町村議会、県議会、区議会における女性参政権に関する法案を提出するなどの動きがあり、1919年には、全選挙において女性の投票権を認めるための関連法の改正法案がルネ・ヴィヴィアニ、アリスティード・ブリアンらの議員により提出され、国民議会で可決されたが、元老院により却下された。1925年4月15日に国民議会で可決された市町村議会、県議会のみを対象とする法案も同じく元老院で否決された。1925年5月の市町村議会議員選挙では共産党が「立候補は違法ではない」として、パリ地域の一部のコミューンで女性候補者を含めた候補者名簿を提出し、数名の女性候補者が当選したが、いずれもセーヌ県会または国務院により無効とされた。1929年の選挙でもフェミニスト団体と共産党が協力し、パリの80地区から女性候補を出したが、セーヌ県知事が、国務院の判例に従い、「女性候補者の名前のみが書かれた投票用紙」は無効とされ、「女性候補者と男性候補者の名前が書かれた投票用紙」は認められるが、「女性候補者の名前は存在しないものとみなされ、この票は男性候補者の得票となる」とする通達を発した。

### 積極的な世論喚起
一方で、すでに1896年にレオン・リシェとマリア・ドレームにより結成された女性の権利同盟を中心にユベルティーヌ・オークレール、マルグリット・デュラン、マドレーヌ・ペルティエ、マリア・ヴェローヌらが「女性は納税している以上、投票すべきである」という標語を掲げて参政権運動を展開し、1898年にドレフュス派により結成された人権連盟も会長セシル・ブランシュヴィックらが運動を牽引していたが、ワイスはこれらのフランスのフェミニストは英米のフェミニストに比べて消極的すぎると批判し、使徒パウロの『テモテへの手紙』から「女は静かにしてよく従う心をもって教えを受けなさい。私は、女が教えたり男を支配したりすることを許さない。ただ、静かにしていなさい。・・・アダムが初めに造られ、次にエバが造られたからである。また、アダムは惑わされなかったが、女は惑わされ、あやまちを犯した」という節を引用し、フランス人女性はカトリックの母、祖母、大叔母から女性は従わなければならないという「諦めを学んだのだ」と主張した。さらに、より強い世論喚起と政治的働きかけが必要であると考えていたワイスは、「フェミニズムを現場に投げ込まなければならない。説教をする代わりに興味を湧かせる活動をし、次から次へと世論を喚起し・・・要するに女性のことで国全体が熱くなるようにしなければならない」と主張し、1) シャンゼリゼ大通りに「新しい女性」の店舗を開店し、女性参政権のある国を示した地球儀を販売する、2) 女性パイロットのアドリエンヌ・ボーラン、マリーズ・バスティエ、エレーヌ・ブーシェの協力を得て、女性に「自己実現の夢を抱かせる」ために航空ショーを開催する、3) ブルボン宮殿（国民議会）前の広場でデモを行い、メガホンを使って議員に女性参政権を訴える、4) ヴィエンヌ県選出の元老院議員・反フェミニストのレイモン・デュプランティエの自宅前で抗議デモを行う、5) 国民議会で、議員の胸に忘れな草の花を付け、一部の議員の協力を得て議事堂内に入り込み、最古参議員の演説の後、女性参政権を訴えるプラカードを掲げる、6) 元老院で議員に「女性に選挙権を与えても、これまで通り靴下の穴は繕ってもらえます」と書かれた靴下を手渡したり、傍聴席から投げたりする、7) ロンシャン競馬場でレースが行われる直前に、持参した折りたたみ椅子を使って柵によじ登り、場内に入って女性参政権を訴えるポスターを掲げるなど、メディアで取り上げられるような派手な活動を次々と組織した。

### 女性閣僚の誕生
1936年7月30日、国民議会で女性参政権の法案がほぼ全会一致で可決されたが、再び元老院が審理を拒否した。そこで、レオン・ブルム首相が自ら女性閣僚を任命した。科学担当国務次官としてノーベル化学賞受賞の物理学者イレーヌ・ジョリオ＝キュリー、児童福祉担当厚生省国務次官として社会党員の教員スザンヌ・ラコール、国民教育省国務次官として「人権連盟」会長セシル・ブランシュヴィックの3人である。だが、ブルム首相は閣僚宣言で女性参政権の問題に一切触れず、ワイスを失望させた。さらに、この11か月後の1937年6月22日に結成されたカミーユ・ショータン内閣では、女性は一人も任命されなかった。
女性参政権の実現を見ないまま、1939年に第二次大戦に突入。女性参政権は、シャルル・ド・ゴールが率いるフランス国民解放委員会(CFLN) が1944年6月にフランス共和国臨時政府に改組される前の4月21日施行の政令によりようやく実現することになった。
なお、ワイスのフェミニズムは女性参政権に特化したものであり、女性「市民権」の問題にはあまり触れず、人工妊娠中絶の合法化には反対であった。これについては、1970年代の女性解放運動 (MLF)、特に1971年の「343人のマニフェスト」、1972年のボビニー裁判から1974年のヴェイユ法の成立に至るまでの合法化への動きにもかかわらず、1973年発表の著書『胎児への手紙』で批判し、ヴェイユ法成立後も、これは「日和見主義的な法律」であり、中絶とは「男性による征服である」としている。

## 大戦中の活動
ワイスは第二次大戦勃発の前年に難民支援活動を開始した。1938年12月31日、ジョルジュ・ボネ外相がロベール・ド・ロチルド男爵から経済援助を受けて立ち上げた難民支援委員会の事務局を務めた。これは、ナチ党政権下、特に水晶の夜（クリスタル・ナハト）により国外に亡命した数万人の難民の受け入れを促進し、査証発給に関する決定を下す組織である。
1940年6月17日にフィリップ・ペタンが首相になり、ドイツに対して正式に休戦を申し入れると（独仏休戦協定）、翌6月18日にシャルル・ド・ゴールが亡命先のロンドンから徹底抗戦を呼びかけた（6月18日の呼びかけ）。ワイスは同年、ヴィシー政権に委託された任務のために渡米し、医薬品や医療機器の入手のために尽力し、帰国後、ゲシュタポが発表したユダヤ人名簿に自分の名前があるのを知ると、ある牧師を介して「非ユダヤ人の証明書」を発行してもらうなど、後に著した回想録ですら詳細には触れられていない出来事があり、また、ヴァランティーヌという偽名で「パトリアム・レキュペラール」というレジスタンス運動に参加し、『新共和国』と題する運動の機関紙を発行したとされるが、これについても不明な点が多く、平和主義者としての経歴に影を落とすことになった。

## 大戦後の活動

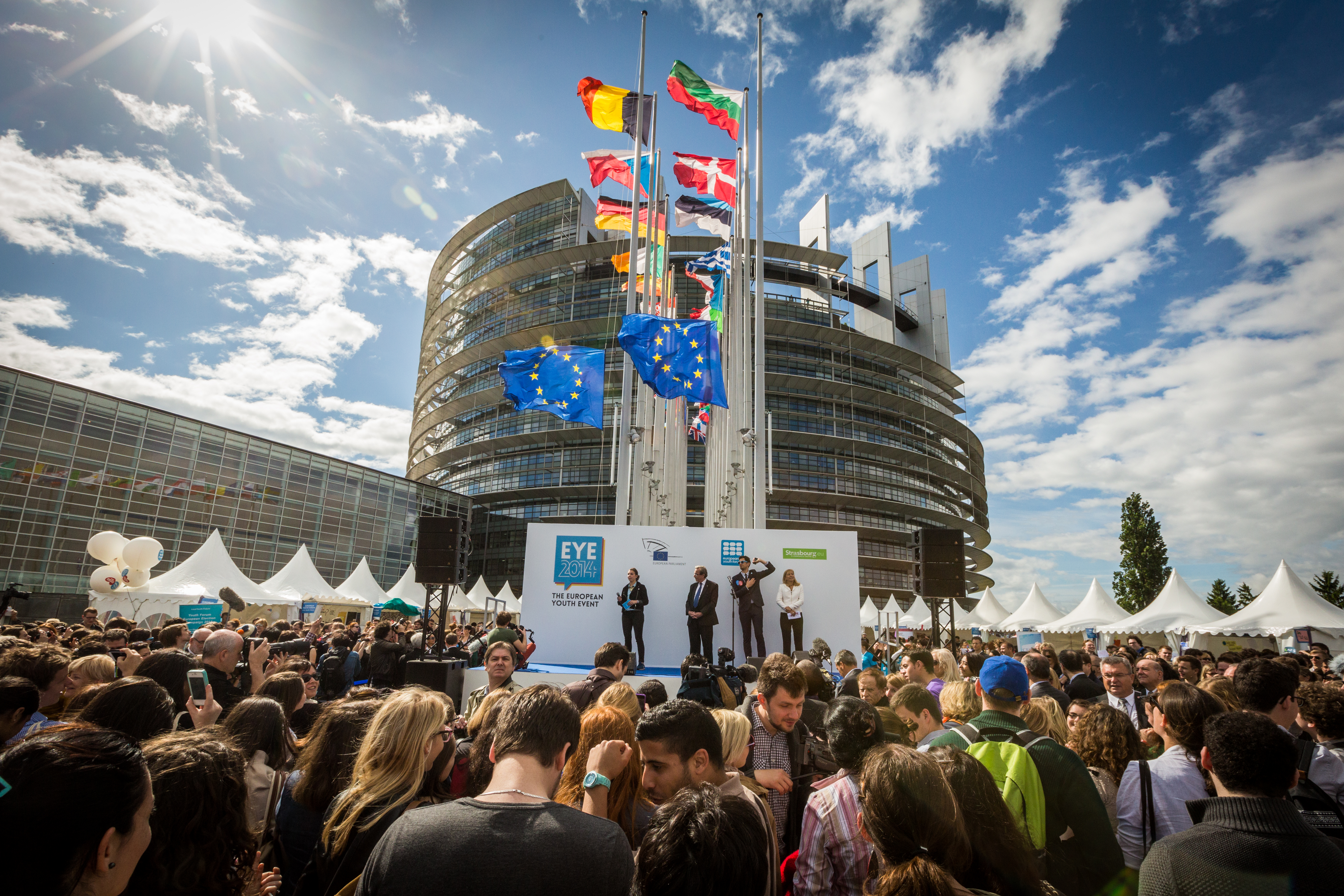
欧州議会ストラスブール議事堂ルイーズ・ワイス・ビル (2014年5月9日)

ワイスは戦後、政治活動から身を引き、北米・中南米、アフリカ、アジア諸国を訪れ、ダグラス・マッカーサー（日本）やジャック・マシュ（アルジェリア）に取材し、各国の政治情勢について新聞・雑誌に記事を掲載するなど、ジャーナリストとしての取材活動や小説、回想録などの執筆に専念した。また、1945年にガストン・ブトゥール とともに戦争学研究所を設立し（後にストラスブール大学に統合）、1971年にストラスブールに平和推進のためのルイーズ・ワイス財団を設立した。
1976年、レジオンドヌール勲章グラントフィシエを授けられた。
1979年、86歳のとき、ジャック・シラクが率いる共和国連合から欧州議会議員に選出され、再び、政界で活躍する機会を得た。最古参議員として行った開会演説で「欧州人」としての欧州統合の推進を訴えた。
1983年5月26日、90歳で死去。ワイスが収集した歴史的・民俗学的コレクションは故郷のサヴェルヌ市（アルザス地方）に寄贈された。ワイスは1999年に建立された欧州議会ストラスブール議事堂「ルイーズ・ワイス・ビル」にその名を残すことになった。

## 著書

### 政治・社会に関する著書
- La République Tchécoslovaque (チェコスロバキア共和国), (1919)
- Milan Stefanik (ミラン・シュテファーニク), Prague, (1920)
- Lettre à un embryon (胎児への手紙), Julliard, Paris (1973)

### 回想録
- Souvenirs d'une enfance républicaine (共和派の子ども時代の思い出), Denoël, Paris, (1937)
- Ce que femme veut (女性が望むこと), Gallimard, Paris, (1946)
- Mémoires d'une Européenne (一女性欧州人の回想録), Payot/Albin Michel, Paris, (全6巻、1968-1976)

### 小説
- Délivrance (解放), Albin Michel, Paris (1936)
- La Marseillaise (ラ・マルセイエーズ), TI et II Paris, (1945); T. III Paris (1947)
- Sabine Legrand (サブリーヌ・ルグラン), Paris (1951)
- Dernières voluptés (最後の快楽), Paris, (1979)

### 戯曲
- Arthur ou les joies du suicide (アルチュール、もしくは自殺の喜び)
- Sigmaringen ou les potentats du néant (ジクマリンゲン、もしくは無の暴君)
- Le récipiendaire (新会員)
- La patronne (女主)

### 旅行記等
- L'or, le camion et la croix (黄金、トラック、十字架), Paris, (1949)
- Le voyage enchanté (魅惑の旅), Paris, (1960)
- Le Cachemire (カシミール), Les Albums des Guides Bleus, Paris, (1955)
- Tempête sur l'Occident (西欧を襲う嵐), Albin Michel (1976)
- Contes et légendes du Grand-Nord (北極圏の民話と伝説), Paris, (1957)

## 参考資料
- Jean-Louis Debré, Valérie Bochenek, Ces femmes qui ont réveillé la France, Fayard, 3 janvier 2013 (ジャン＝ルイ・ドブレ, ヴァレリー・ボシュネク著『フランスを目覚めさせた女性たち』西尾治子, 松田祐子, 吉川佳英子, 佐藤浩子, 田戸カンナ, 岡部杏子, 津田奈菜絵訳, 2016年3月23日, パド・ウィメンズ・オフィス).
- Christine Bard, Sylvie Chaperon, Dictionnaire des féministes. France - XVIIIe-XXIe siècle, Presses Universitaires de France, 2017.
- Louise Weiss, The Encyclopedia of Jewish Women